# 卢雾王国
卢雾王国，它与Wewang Nriwuk和Tompoktikka记载于加利哥史诗La Galigo中最古老的吉斯人王国，不过这部史诗充满了神话因此颇具争议，它大致位于印尼南苏拉威西省北鲁乌县

## 历史
据Braam Morri推测卢雾王国的巅峰期应在10到14世纪，不过没有给出任何证据，吉斯诸王国中多以农业为主要经济来源，但卢雾王国是以铁矿开采和加工为主，使它成为苏拉威西南部一个强大的国家。